# Ethanoligenens
Ethanoligenens è un genere di batterio appartenente alla famiglia delle Clostridiaceae.